# Подкрулювек
Подкрулювек (пол. Podkrólówek) — село в Польщі, у гміні Новинка Августівського повіту Підляського воєводства.
У 1975-1998 роках село належало до Сувальського воєводства.